# 水木ゆうな
水木 ゆうな（みずき ゆうな、1979年10月14日 - ）は、日本の女優、ラジオパーソナリティ、ナレーター。静岡県出身（東京都育ち）。フリーランス。身長158cm。

## 出演中
- BAN-BANラジオ 『じもラジ』（毎週水曜、16:00 - 19:00、生放送） - パーソナリティ

## 来歴
東京俳優生活協同組合（俳協）、アクロスエンタテインメント、フリップアップ、オフィスキイワード（2016年より）所属を経て、現在はフリーで活動中。

## 出演

### テレビ
- みんなの手話（NHK教育テレビ）
- 夢の扉 〜NEXT DOOR〜（TBS系） - ナビゲーター
- 銭湯の娘!?（TBS系）
- 下町動物病院 ドクトル花子の事件簿（テレビ東京系）
- 警視庁鑑識班2004第5話「ユリの毒が刺す年下の男を抱く女の純愛」（日本テレビ系）- 森弘樹の婚約者・間宮瞳 役
- ドキュメンタリーは嘘をつく（テレビ東京系） - 専門学校生・吉田惠子 役
- 仮面ライダー響鬼（テレビ朝日系、2005年）
- ごめんね青春! 第5話・第6話（TBS系、2014年11月9日・16日） - 水木アナウンサー 役
- 連続ドラマW 5人のジュンコ（WOWOW）
- アンダーウェア（フジテレビ系）
- 問題解決の進め方（’１９）(放送大学)  - きき手

ほか

### ラジオ
- Vodafoneカウントダウン・ジャパン（TOKYO FM、2003年10月 - 2005年3月）
- SUNDAY EXCITING RADIO "CUL-NAVI"（FM-FUJI、2006年4月 - 2008年3月）
- PUMP UP RADIO（FM-FUJI、2012年10月 - 2015年3月） - 水曜日DJ[1]

- BAN-BANラジオ 『じもラジ』（毎週月曜、16:00 - 19:00、生放送） - パーソナリティ

### 映画
- ロマンスミシンイソフラボン[2]（2006年6月）
- 爆走デコトラ烈伝（2004年）

### 舞台
- ロミオとジュリエット - ジュリエット 役
- 八十八ものがたり - 大奥様 役
- 裸のヴィーナス - レイカ 役
- A.R-芥川龍之介の素猫 - 妻・ふみ 役
- ブルーストッキングの女たち - らいてう 役
- 裁判長! ここは懲役4年でどうすか - 検察官・市原 役

ほか